# Ejendomsret
Ejendomsret er den juridiske iværksættelse af den grundholdning, at det er muligt og ønskværdigt for et menneske at eje goder på en sådan måde, at den ene respekterer den andens ret til at forbeholde sig brugsretten til et gode, og at denne ret kan afhændes mod en passende kompensation, som udmåler godets øjeblikkelige og stedlige bytteværdi. Ejendomsretten er således dels et forhold mellem ejeren og det ejede, dels et forhold mellem ejeren og samfundets øvrige medlemmer.
Begrebet ejendomsret vedrører ikke kun fysiske genstande, såsom fast ejendom og løsøre. Også fordringer og immaterialrettigheder kan være genstand for ejendomsret. Der har gennem tiden og i forskellige samfund været forskellige opfattelser af, hvilke genstande, der kan ejes. Slaveri har således været tilladt i nogle samfund og ikke i andre.
I Danmark er ejendomsretten sikret ved bestemmelser i Grundlovens § 73. Ejendom her er delvis beskyttet over for det offentlige ved bestemmelserne om ekspropriation. Ligeledes er ejendomsretten beskyttet i den 1. tillægsprotokol til Den Europæiske Menneskerettighedskonvention, hvis artikel 1 lyder:
Enhver fysisk eller juridisk person har ret til respekt for sin ejendom. Ingen må berøves sin ejendom undtagen i samfundets interesse og i overensstemmelse med de betingelser, der er fastsat ved lov og følger af folkerettens almindelige principper.
Foranstående bestemmelser skal imidlertid ikke på nogen måde begrænse statens ret til at håndhæve sådanne love, som den anser for nødvendige for at overvåge, at ejendomsretten udøves i overensstemmelse med almenhedens interesse, eller for at sikre betaling af skatter, andre afgifter og bøder.